# Bagneux, Marne

Bagneux este o comună în departamentul Marne, Franța. În 2009 avea o populație de 495 de locuitori.